# Adam Thulin
Adam Patrick Thulin er en dansk fotograf, og lærer på Københavns Tekniske Skole i kategorien film.

## Filmografi
- Lad De Døde Hvile (2017)
- Inmate 48 (2014)
- Rejsen (2005)